# Országos középiskolai tanulmányi verseny
A többfordulós országos középiskolai tanulmányi versenyen (elterjedt rövidítéssel: OKTV) a magyarországi középiskolák utolsó két évfolyamos tanulói vehetnek részt.

## Története
Az első OKTV-t 1923-ban rendezték matematikából, 1927-től indult a fizika, illetve a természettan verseny. 1952-től 1956-ig a verseny neve Rákosi Mátyás Tanulmányi Verseny volt.
Az eredményeket tekintve eddig a legeredményesebb a Budapesti Fazekas Mihály Gyakorló Általános Iskola és Gimnázium volt, melynek diákjai a legtöbb első helyezést érték el a versenyeken. A döntőbe is ennek az iskolának a diákjai kerültek be a legtöbbször.

## OKTV-versenyek
- OKTV Angol nyelv
- OKTV Biológia
- OKTV Belügyi rendészeti ismeretek
- OKTV Filozófia
- OKTV Fizika
- OKTV Földrajz
- OKTV Francia nyelv
- OKTV Digitális kultúra, alkalmazói kategória
- OKTV Digitális kultúra, programozás kategória
- OKTV Kémia
- OKTV Latin nyelv
- OKTV Magyar irodalom
- OKTV Magyar nyelvtan
- OKTV Matematika
- OKTV Mozgóképkultúra és médiaismeret
- OKTV Művészettörténet
- OKTV Német nyelv
- OKTV Olasz nyelv
- OKTV Orosz nyelv
- OKTV Rajz és vizuális kultúra
- OKTV Spanyol nyelv
- OKTV Szlovák nyelv és irodalom
- OKTV Történelem

## Külső hivatkozások
- KöMaL archívum (matematika OKTV-k feladatai és eredménye 2010-ig)
- KöMaL archívum (fizika OKTV-k feladatai és eredménye 2001-ig)
- KöMaL honlap (matematika és fizika OKTV-k feladatai és eredménye 2000-től)
- OKTV – Versenyfeladatok, javítási-értékelési útmutatók (2005-től)